# Lindernia multiflora
Lindernia multiflora é uma espécie botânica do gênero Lindernia pertencente à família Linderniaceae.